# De dood van Maria
De dood van Maria is een schilderij van Hugo van der Goes, dat hij waarschijnlijk tussen 1472 en 1481 maakte. Het maakt deel uit van de collectie van het Groeningemuseum in Brugge.

## Voorstelling
Het verhaal van de dood van Maria kende Van der Goes waarschijnlijk uit de Legenda aurea van Jacobus de Voragine (dertiende eeuw). Daarin wordt verteld hoe de twaalf apostelen naar het sterfbed van Maria in de buurt van de berg Zion werden geroepen. De Heilige Geest bracht hen daar op wolken naartoe, zelfs als ze al gestorven waren. Op de derde dag spraken ze over Christus die vervolgens aan hen verscheen omringd door engelen.  
Van der Goes schilderde Maria met een blauwe jurk en een witte hoofddoek, liggend op een houten bed met haar hoofd op een wit kussen tegen het hoofdeinde. Haar huid is dun en bleek, haar handen gevouwen in gebed. De twaalf apostelen verdringen zich rond haar bed. Boven Maria verschijnt Christus in een stralenkrans van licht, met geopende armen om haar ziel te ontvangen. Zijn handpalmen zijn open om de wonden van de kruisiging te laten zien. Door dit gebaar toont Christus zichzelf als de verlosser en de overwinnaar van de dood.
De apostelen geven ieder op hun eigen manier uiting aan hun verdriet. In gedachten verzonken kijken ze verschillende richtingen uit. Niet alleen hun gelaatstrekken zijn geïndividualiseerd, maar ook hun handgebaren, waarvan de betekenis niet altijd meer duidelijk is. Sommigen zijn te herkennen. Zo is Petrus gekleed in het witte gewaad van een priester. Hij houdt een kaars vast die aan de stervende vrouw zal worden gegeven. Aan de linkerkant zit Johannes gebogen over het bed, in het rood gekleed. De schilder concentreerde zich volledig op de innerlijke en bovennatuurlijke wereld. Er zijn geen details of kostbare gewaden weergegeven. Alleen het bed van Maria geeft de ruimte nog enige diepte. 

## Geschiedenis
Van der Goes maakte het schilderij waarschijnlijk voor de Duinenabdij in Koksijde, waar de kunstliefhebber Jan Crabbe abt was. Mogelijk hing het werk in een Mariakapel voor de abten. Dit is echter niet met zekerheid vast te stellen. De oudst bekende vermelding van het schilderij dateert pas uit 1797, toen een inventaris van de abdij werd opgemaakt die intussen naar Brugge verhuisd was. Het werk is niet gesigneerd en gedateerd. De toewijzing aan Van der Goes vindt plaats op basis van stilistische vergelijkingen met andere werken van hem. Ook de zeldzame manier waarmee de planken waaruit het paneel bestaat met elkaar zijn verbonden, duidt op zijn auteurschap.
Van der Goes leed aan ernstige psychische klachten die in 1481, kort voor zijn dood, zelfs tot een hevige instorting leidden. Sommige kenners, bijvoorbeeld Friedländer, leggen een verband tussen de emotionele weergave van de apostelen en de geestesgesteldheid van de kunstenaar. Dit zou betekenen dat het schilderij laat ontstaan is, wellicht zelfs het laatste werk van de schilder. Anderen, zoals Dirk De Vos, wijzen zo'n persoonlijke interpretatie af en houden een grotere marge in de datering aan.

## Tentoonstelling
Tussen 2018 en 2022 onderging het schilderij een intensieve restauratie. Na afloop stond het centraal in de tentoonstelling Oog in oog met de Dood in het Sint-Janshospitaal.

## Afbeeldingen

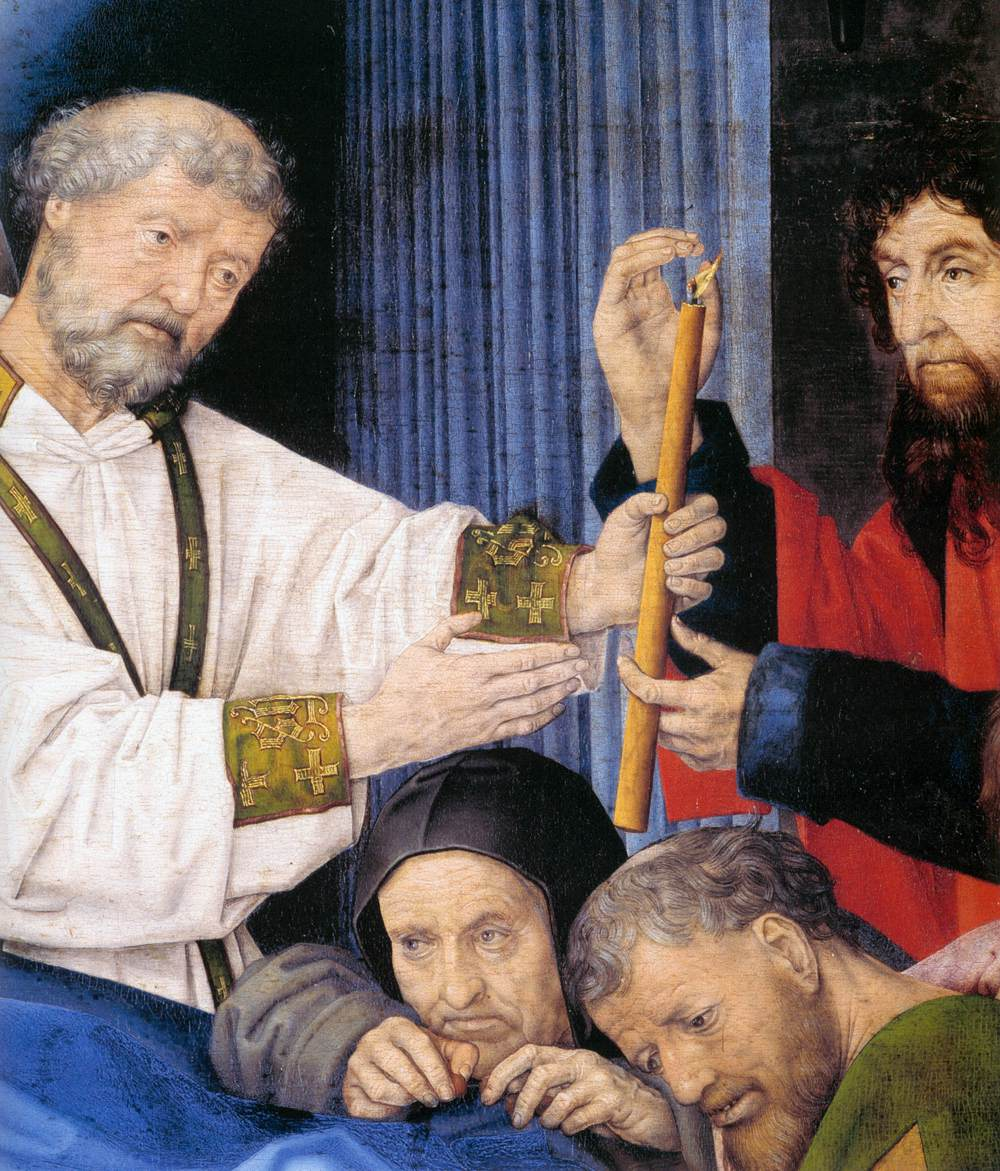
detail
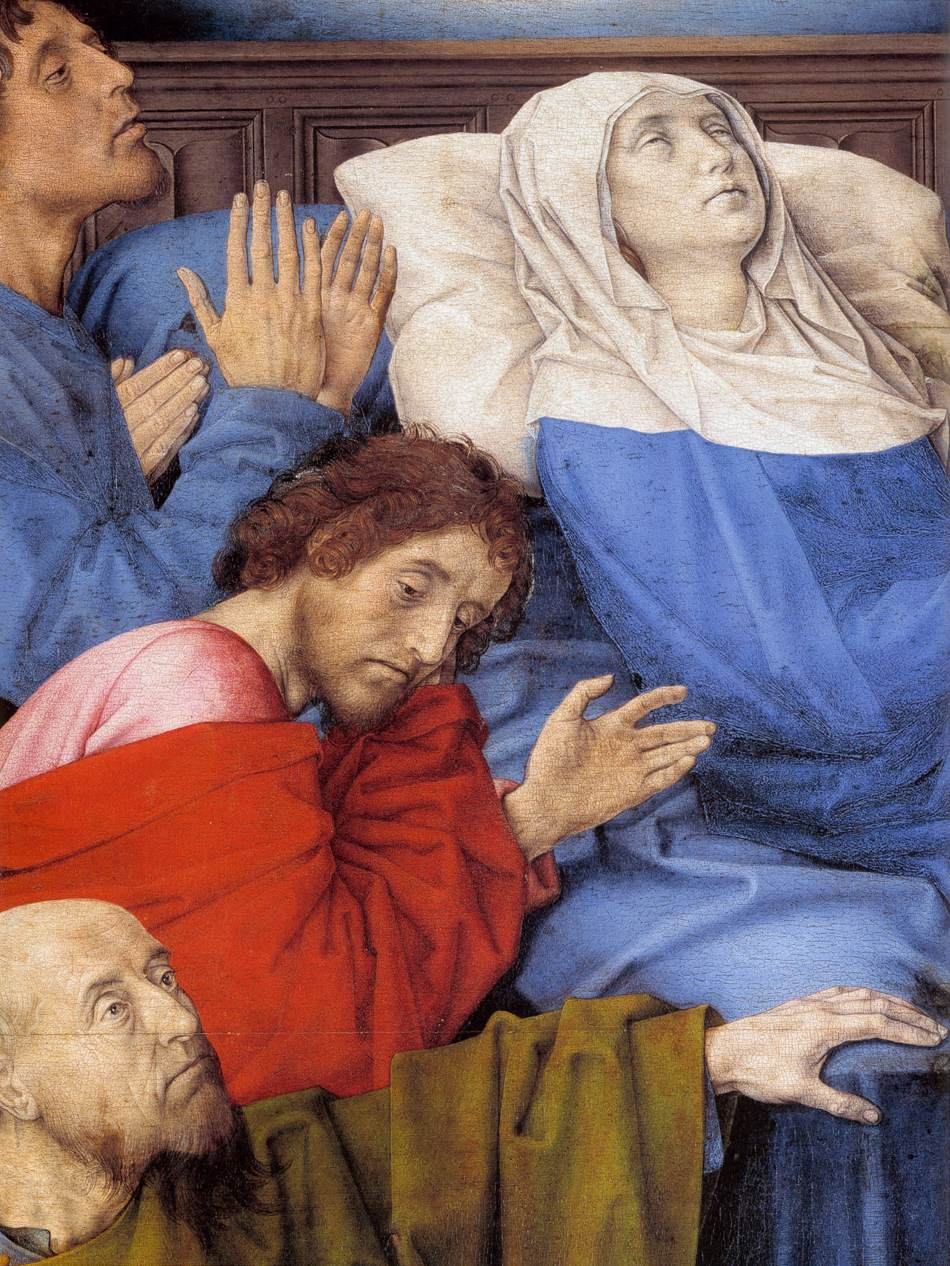
detail